# زنبور سرخ اروپایی
زنبور سرخ اروپایی (نام علمی: Vespa crabro) نام یک گونه از سرده زنبور سرخ است.